# Џени (Доктор Ху)
Џени (енгл. Jenny) измишљени је лик у британској научнофантастичној телевизијској серији Доктор Ху коју је тумачила Џорџија Тенант (потписана под девојачким презименом Мофет). Појавила се у епизоди „Докторова ћерка”, премијерно емитованој 10. маја 2008. године. Џени је ћерка протагонисте серије Доктора, производ измењене ДНК екстраховане из узорка ткива руке његове десете инкарнације. Лик је омсилсио сценариста Стивен Гринхорн.
Џорџија Тенант (тада Мофет) добила је улогу Џени пошто је била на аудицији за мању улогу у епизоди „Једнорог и оса” и задивила продуценте серије. Лик је генерално добро прихваћен од стране рецензената, а многи су нагађали да ће се вратити у франшизу. Мофетова је такође изразила занимање за ову могућност.
Измишљену Докторову ћерку играла је права Докторова ћерка; глумица Џорџија Мофет (право презиме њеног оца) је ћерка глумца Питера Дејвисона који је тумачио Докторову пету инкарнацију од 1981. до 1984. године. Мофетова је упознала Дејвида Тенанта – који је играо десету инкарнацију Доктора – на снимању, започели су везу и венчали се 2011. године, када је она преузела његово презиме Тенант.

## Појављивања
Када је Доктор путујућу кроз време ТАРДИС-ом стигао на планету Месалин, његову ДНК искористили су зараћени људски војници у Прогенационој машини, уређају који одмах ствара потпуно одраслу и образовану нову особу, а Доктор је препознаје као своју „ћерку”. Рођена као борац са аутоматски програмираним борбеним вештинама и тактиком, у почетку је по уверењу била у супротности са Докторовом мирољубивошћу, али пошто је сазнала да има два срца и да је повезана са скоро изумрлом расом Господара времена, почиње да обликује своје понашање на оно свог оца.
Докторова сапутница Дона (Кетрин Тејт) назвала ју је „Џени” јер је „генерисана аномалија”, а Доктор је у почетку примио амбивалентно, пошто га је подсетила на губитак његове претходне породице. Временом му је прирасла срцу и он јој је понудио место свог сапутника. Баш када се чинило да је мир успостављен између зараћених фракција планете, Џени је упуцана и наизглед убијена. Доктор је држао у наручју и видно је био избезумљен када она није оживела или се регенерисала од рана. У завршним сценама епизоде пошто је Доктор отишао, Џени оживљава, узима мали свемирски брод и одлази у непознато да би постала истраживачица попут свог оца.
У пратећој епизоди серијала Доктор Ху: Поверљиво, Дејвид Тенант (који глуми Доктора) ју је поменуо као „још једног члана његове врсте или нешто слично томе”. У самој епизоди Доктор каже Џени: „Ти си одјек, то је све. Господар времена је много више. Збир знања, кодова, заједничке историје, заједничке патње”, али ју је касније прихватио као своју ћерку, говорећи: „Бићеш више него сјајна, бићеш невероватна”. Џенина „смрт” је приказана током епизоде „Крај путовања” када се Доктор присећао оних који су помрли док су му помагали, пошто није знао да је она оживела.

## Карактеризација

### Стварање лика
Иако је у оквиру Доктора Хуа утврђено да је Доктор некада имао породицу – његова прва инкарнација је, примера ради, путовала са својом унуком Сузан – ова чињеница се ретко помиње у серији. Као што је извршни продуцент Расел Т. Дејвис изјавио када је разговарао о стварању Џени као најновијег члана Докторове породице: „У тренутној серији, једном или двапут смо имали кратке, пролазне помене; рекао је Роуз у ТАРДИС-у у епизоди 'Плаши је се' да је некад био отац. А сада, очигледно, ова прича, иако није природна, биолошка ћерка, могло би се рећи, заиста га суочава са очинством.
Што се тиче стварања лика Џени, продуцент серије Фил Колинсон је објаснио: „То је произашло из жеље да наставимо да гурамо Дејвида, да наставимо да га водимо у новим правцима и да наставимо да га изазивамо, заиста. Да се одједном нађе са чланом породице је један од највећих изазова које бисте му могли дати, тако да сам одушевљен што смо то урадили.” Мофетова се сложила да је давање ћерке Доктору било „занимљиво, осећајно, драматично место куда је лик требало да иде”, док је сценариста епизоде Стивен Гринхорн је говорио о томе како је стварање лика Џени омогућило серији да се дотакне „аспеката Докторовог прошлог живота о којима често не говоримо, о његовој претходној породици коју је имао и изгубио у Временском рату.” Стивен Мофат је указивао да лик Џеки живи у закључку епизоде.

### Кастинг
Пре него што је добила улогу Џени, Џорџија Мофет је претходно била на аудицији за мању улогу у епизоди „Једнрог и оса”. Фил Колинсон је открио да: „Чим смо је видели, схватили смо да постоји много већа и боља улога касније у серији... тако да је Џорџија љубазно сачекала да дође право време.” Извештавање о њеном кастингу усредсредило се на чињеницу да је она ћерка Питера Дејвисона који је играо пету Докторову инкарнацију — како је часопис Radio Times навео: „Докторова ћерка игра Докторову ћерку”. Описано је како ју је, након што је њен отац 2007. године снимио специјал За децу у невољи „Временски крах”, у којем се Пети Доктор накратко вратио да се састане са Десетим, позвао да је обавести: „У реду, сада си ти на реду.” Дискутујући о њеном кастингу за улогу Џени, обоје су изјавили како им се свидела чињеница да је прва реченица њеног лика била „Здраво, тата”, при чему је Дејвисон описао да је чињеница да његова ћерка игра Докторову ћерку „некако надреална”. Он је негирао да је било непотизма умешаног у поступак кастинга, објашњавајући: „Она ју је сама добила. Волео бих да добије још једну улогу у Доктору Хуу и да јој ова не бде прва.” Она је похвалила свој лик и епизоду у којој се појавила, тврдећи: „Да сам морала да напишем своју идеалну улогу у епизоди Доктора Хуа, то би био тај сценарио”. Такође је изразила жељу да се врати улози, позивајући продуценте серије да: „Врате Џени. Молим вас!”

### Особине
Током епизоде „Докторова ћерка”, лик Џени доживљава значајне промене. Тенантова је објаснила: „Она у почетку није посебно симпатична, али је на крају научила много из својих искустава и од Доктора. Она постаје нешто на шта је он веома поносан.” У почетку, Џени је приказана као „акциона јунакиња” коју је продуцент серије Фил Колинсон описао као: „Ратницу. [...] Рођена је да се бори. Рођена је да користи оружје, рођена је за карате ударце и да удара ногама”, а сценариста епизоде Стивен Гринхорн као: „Неку врсту произведеног војника, некако унапред програмираног ка агресији и рату”. Убрзо након стварања у епизоди, њен лик објашњава да је рођена знајући само: „Како се борити и како умрети”.
Учећи од Доктора, Џени почиње да адаптира своју идеологију. Тенантова је објаснила да њен лик: „Почиње да постаје много више попут Доктора и много више попт [Господара времена]”, описујући епизоду као „путовање” током којег Џени учи да користи своје борилачке вештине „на прави начин”, развијајући морал док расте на личном нивоу. Извршни продуцент Расел Т. Дејвис је разговарао о Докторовом првобитном оклевању да прихвати Џени као своју ћерку, објашњавајући: „За њега је то ужасно јер је ова ћерка све што он не би био; она је војник, има војне протоколе преузете у њен мозак, она може да се бори и она жели да се бори, то је најважније, да она мисли да је убијање исправно.” Гринхорн тврди да како се лик развија: „Можете да видите докторскост у њој. И можете видети да је разлог због којег му она постаје драга тај што почиње да препознаје елементе у њој који су такође јаки у њему”. Закључујући о развоју њеног лика током епизоде, Тенантова је претпоставила: „На крају су обоје схватили да желе да буду мало сличнији другом и да се томе диве једно у другом.”

## Пријем
Мартин Андерсон из Den of Geek-а је указивао да је стварање лика ћерке за Доктора био потез који је осмишљен да одложи деценијама дуга нагађања да би се сам Доктор једног дана могао регенерисати у женски облик. Он описује чин оживљавања лика на крају епизоде као „прилично јефтин трик”, али тврди: „Ово је засењено великим изненађењем због Џениног избора каријере након завршетка епизоде. Вау.” Лизо Мзимба из Newsround-а сматра да је појављивање Џорџије Мофет у улози Џени „сјајно”, док је продуцент Доктора Хуа Фил Колинсон поздравио увођење Џени као Докторове ћерке: „Једна од најбољих уводних секвенци коју смо икада имали.” Упркос лошој рецензији епизоде „Докторова ћерка” у целини, Бен Росон-Џоунс из Digital Spy-а тврди да је Џени „заслужила јачи наративни контекст за свој деби” и да је Џорџија Мофет приказала лик са „правим духом, надменошћу и саосећањима који приличе издању Господара времена”.
Ијан Беримен, који је писао за SFX, био је нешто критичнији према лику, наводећи: „Немамо много времена да упознамо Џени (а увек сумњамо да је црвенокошуљаш) тако да њена 'смрт' није толико штетна као могло је бити”. Марк Рајт из новина The Stage је на сличан начин био критичан према лику и њеној концепцији, пишући: „Признаћу да се осећам превареним јер она није ни права ствар и да је мала техно-безвезарија која је убачена да би Доктор имао нешто према чему ће исказивати емоције. Не верујем баш у везу која се појављује између Доктора и Џени (име које јој је дато прилично брзо), коју игра Џорџија Мофет. Она је генетски направљена војникиња са војним тактикама и програмираним вештинама, а и упозната је и са пиштољем, на Докторов ужас, али зашто би га било брига, она заправо није његова ћерка?”
Џорџ Џинти, уметник стрип серије Бафи убица вампира, осма сезона, сматра да је лик Џени омаж утицајном лику „Бафи” Самерс (Сара Мишел Гелар) из серије Бафи, убица вампира. Џинти је узвратио услугу тако што је моделирао Бафину одећу у 32. броју Осме сезоне по Џениној одећи из „Докторове ћерке”.

## Аудио драме
У 2008. години, критичари Андерсон, Бериман, Рајт и Ендру Билен из новина The Times нагађали су да би се Џени могла вратити у серију у будућности, при чему је Андерсон оценио да је крај Џенине епизоде оставио „велики опсег” за повратак њеног лика у њеном сопственом спинофу: „Сама Мофетова има очигледне акредитиве због свог тате из стварног живота, а она је свакако довољно млада, привлачна и атлетска да пређе доста препрека у демографијама гледалаца.” Билен додаје: „Ако Џени [...] не почне да се појављује, барем, у сопственим стриповима, бићу изненађен.”
Од 2018. Џорџија Мофет (сада наступајући под супруговим презименом Тенант) је била имала је главну улогу у аудио драме Big Finish-а, Џени − Докторова ћерка. Дна серијала су објављена, а трећи је најављен. Поред тога, Џени се појављује у причама Призма из друге аудио драме Светови Доктора Хуа и Осми март, која је објављена као део друге серије Заштитници времена 2022. године.

### 1. серијал (2018)
| Бр. еп. | Наслов             | Редитељ         | Сценариста           | Учествују                            | Емитовање |
| ------- | ------------------ | --------------- | -------------------- | ------------------------------------ | --------- |
| 1       | „Украдена добра”   | Барбари Едвардс | Мет Финтон           | Џени, Ноа, КОЛТ-5000 и Гарундел      | јун 2018. |
| 2       | „Затвореник Удова” | Барнаби Едвардс | Џон Дорни            | Џени, Нода и Удови                   | јун 2018. |
| 3       | „Неонска киша”     | Барнаби Едвардс | Кристијан Брасингтон | Џени, Ноа и КОЛТ-5000                | јун 2018. |
| 4       | „Нулти простор”    | Барнаби Едвардс | Адријан Појнтон      | Џени, Ноа, КОЛТ-5000 и Десети Доктор | јун 2018. |

### 2. серијал:И даље траје(2021)
| Бр. еп. | Наслов                   | Редитељ     | Сценариста                       | Учествују                    | Емитовање      |
| ------- | ------------------------ | ----------- | -------------------------------- | ---------------------------- | -------------- |
| 1       | „Унутар Малдоваријума”   | Барнаби Кеј | Адријан Појнтон                  | Џени, Ноа и Доријум Малдовар | новембар 2021. |
| 2       | „Измењено стање”         | Барнаби Кеј | Кристијан Брасингтон и Мет Фитон | Џени, Ноа и Киберљуди        | новембар 2021. |
| 3       | „Каламити Џени”          | Барнаби Кеј | Џон Дорни                        | Џени и Ноа                   | новембар 2021. |
| 4       | „Њен најгори непријатељ” | Барнаби Кеј | Лиса Мекмалин                    | Џени и Ноа                   | новембар 2021. |

### 3. серијал:Спашавање времена(2024)
| Бр. еп. | Наслов                                                 | Редитељ        | Сценариста      | Учествују                    | Емитовање     |
| ------- | ------------------------------------------------------ | -------------- | --------------- | ---------------------------- | ------------- |
| 1       | „Флоренс О’Конор и сендвич ужаса”                      | Бетани Вајмерс | Џон Дорни       | Џени и Ноа                   | октобар 2024. |
| 2       | „Водич чудовишта за почетнике (и како их ликвидирати)” | Бетани Вајмерс | Рошана Пател    | Џени и Ноа                   | октобар 2024. |
| 3       | „Постање људи”                                         | Бетани Вајмерс | Адријан Појнтон | Џени, Ноа и Доријум Малдовар | октобар 2024. |
| 4       | „Поновни почетак”—                                     | Бетани Вајмерс | Лизи Хопли      | Џени и Ноа                   | октобар 2024. |